# 高宏苑
高宏苑（英語：Ko Wang Court）是香港房屋委員會的綠表置居計劃屋苑之一，位於九龍油塘欣榮街131號，鄰近鯉魚門邨。
屋苑總體由房屋署總建築師（發展及標準策劃）設計，而細部設計由關黃建築師有限公司負責，並由中國建築承建。屋苑分兩期落成，當中高禮閣率先於2025年4月29日獲發入伙紙，另高賢閣亦於同年5月28日獲發入伙紙，並於同年6月尾開始收樓。

## 歷史
高宏苑前身為毗鄰鯉魚門邨的山丘，山坡曾建有嶺南新村路德會聖腓力堂及聖腓力學校，1994年被政府清拆。地皮原劃作綠化地帶，因應政府增建公營房屋政策，用地於2016年改劃為住宅用地，納入鯉魚門邨範圍以興建屋邨第四期。
其後，用地平整工程於2019年初交付立法會工務小組委員會審議，並獲通過，隨後於同年年底與地基工程一併動工。
2021年12月尾，鯉魚門邨第四期正式獲選為「綠置居2022」的三個出售屋苑之一，並命名為「高宏苑」。

## 屋苑資料

### 樓宇
屋苑共設兩座，提供2,021伙。在戶型方面，B型開放式及一房單位佔超過六成，而A型開放式及兩房單位則分別佔19%及15%，面積介乎於185至489平方呎。
屋苑命名已於2021年12月公佈，詳情如下：
| 樓宇名稱（座號） | 樓宇類型                    | 落成年份 | 樓宇層數 （住宅層數） | 每層伙數              | 每座單位總數（伙） | 建築師                                              | 承建商                      | 提供升降機的廠商 | 鯉魚門邨期數 |
| ---------------- | --------------------------- | -------- | --------------------- | --------------------- | ------------------ | --------------------------------------------------- | --------------------------- | ---------------- | ------------ |
| 高禮閣（A座）    | 非標準設計大廈 （十字長型） | 2025年   | 46（43）              | 24（1-18樓、20-44樓） | 1032               | 房屋署總建築師（發展及標準策劃） 關黃建築師有限公司 | 中國建築 （地基為金門建築） | 日立             | 4            |
| 高賢閣（B座）    | 非標準設計大廈 （十字長型） | 2025年   | 48（43）              | 23（1-21樓、23-44樓） | 989                | 房屋署總建築師（發展及標準策劃） 關黃建築師有限公司 | 中國建築 （地基為金門建築） | 日立             | 4            |
| 服務設施大樓     | 服務設施大樓                | 2025年   | 9                     | （不適用）            | （不適用）         | 房屋署總建築師（發展及標準策劃） 關黃建築師有限公司 | 中國建築 （地基為金門建築） | 日立             | 4            |

此屋苑已獲列入「綠置居2022」出售，於2022年9月尾接受申請，同年第四季攪珠，其後於2023年3月起進行選樓發售。

### 配套設施
屋苑設有設有休憩設施、一個提供68個車位的停車場，以及一幢服務設施大樓，附設多項社福及配套設施：
- 長者鄰舍中心
- 長者日間護理中心
- 安老院
- 宣道會秀茂坪陳李詠貞幼稚園（新校舍）[9]
- 到校學前康復服務中心
- 殘疾人士中心
- 自閉症人士支援中心
- 自修室
- 商舖

## 交通
屋苑毗鄰鯉魚門邨公共運輸交匯處及欣榮街巴士站，設有多條巴士路線；另外，通過鄰近商場的行人天橋及通道，可步行至港鐵油塘站。

## 興建期間的圖片庫

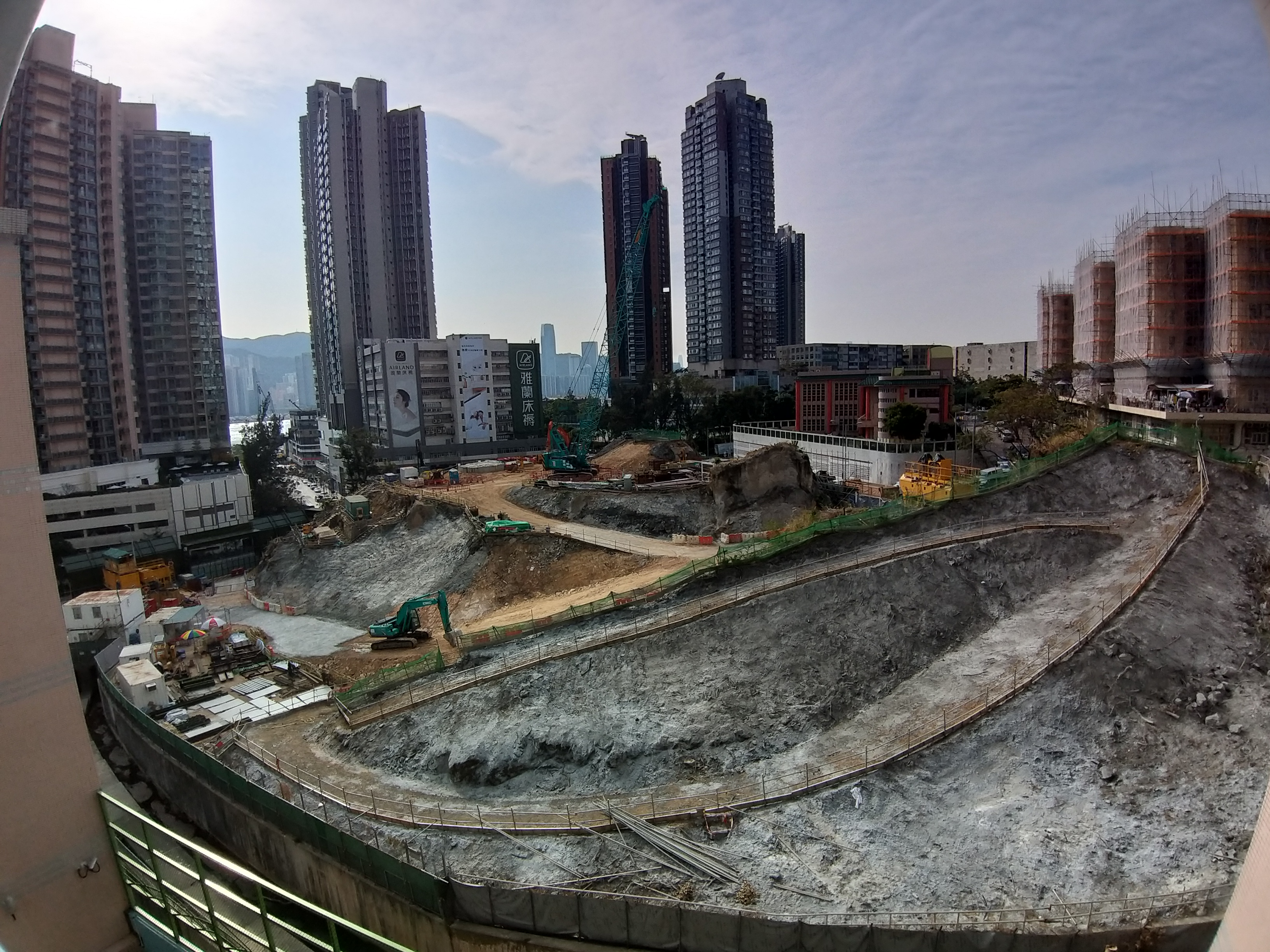
削山工程進行中，2020年1月
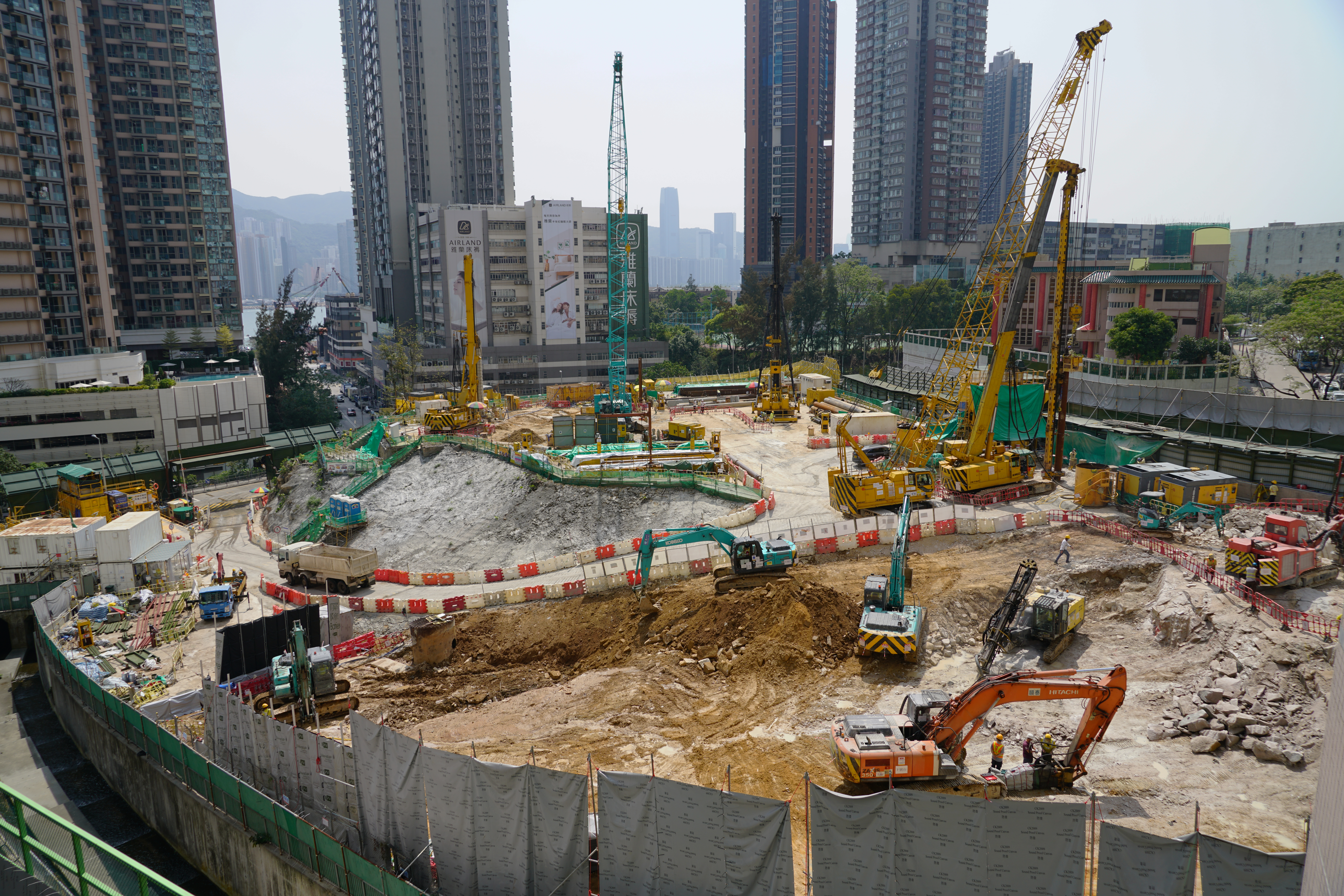
土地平整及地基工程，2020年4月
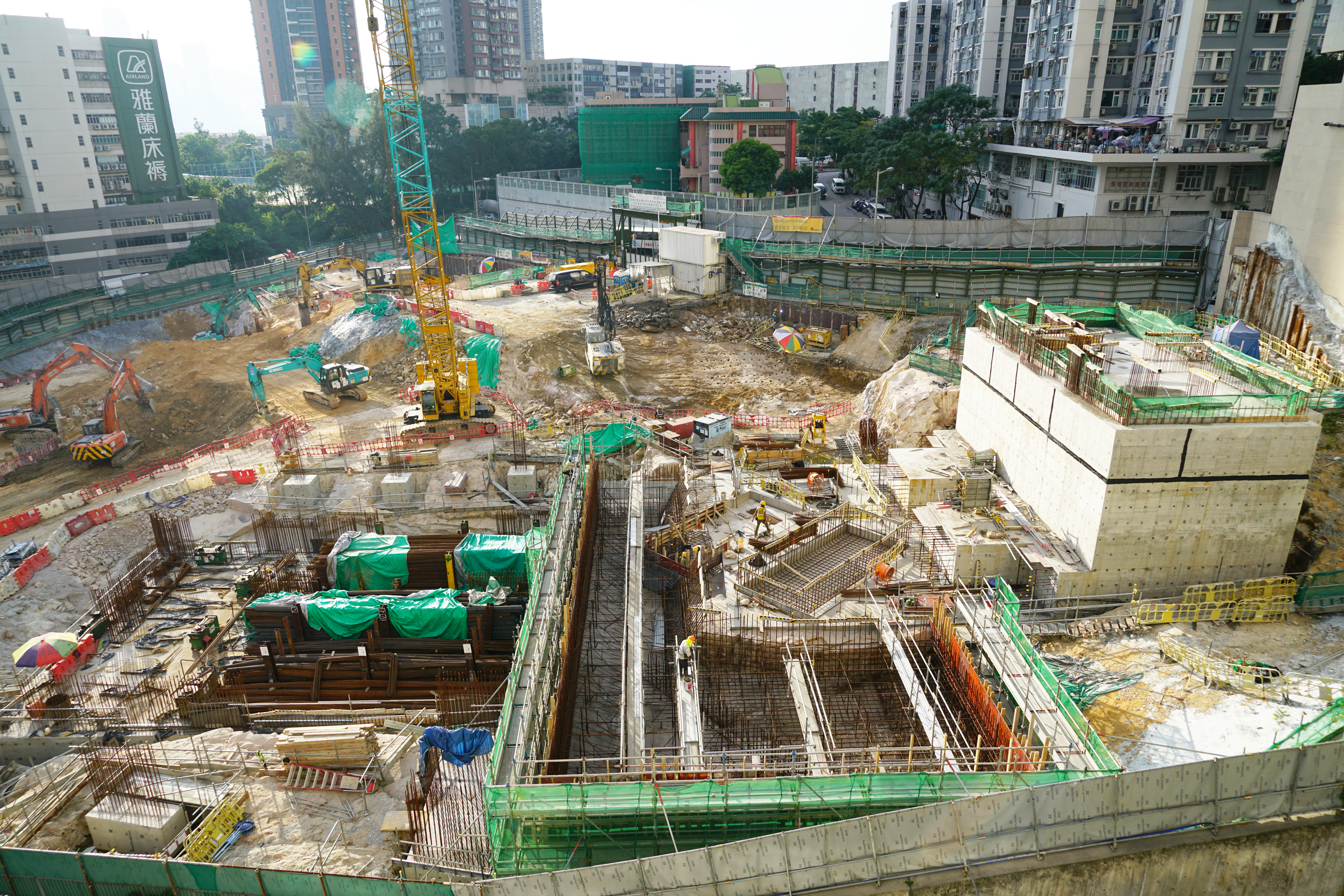
平整工程進入尾聲，2020年10月
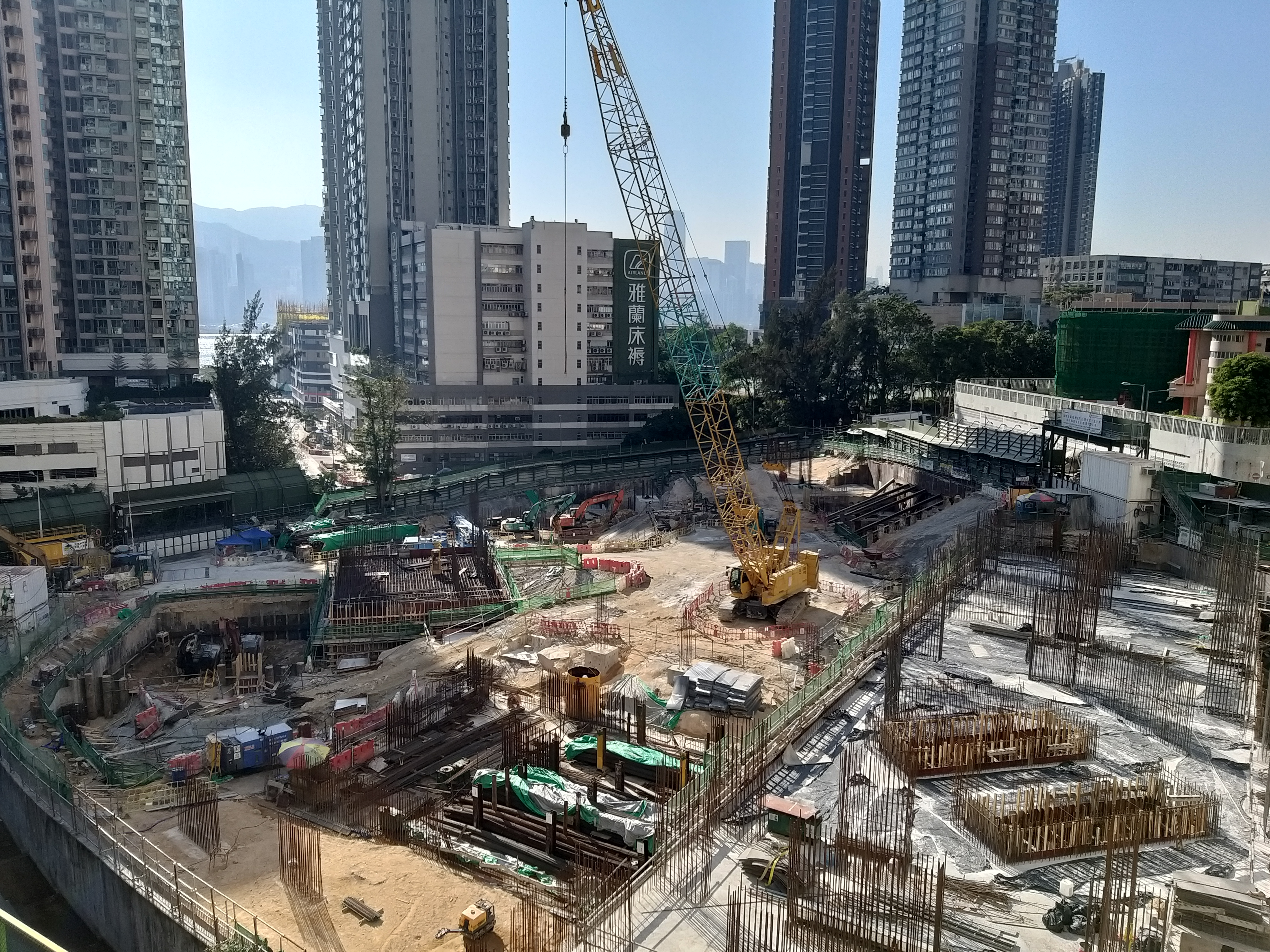
地基開始成形，2020年12月
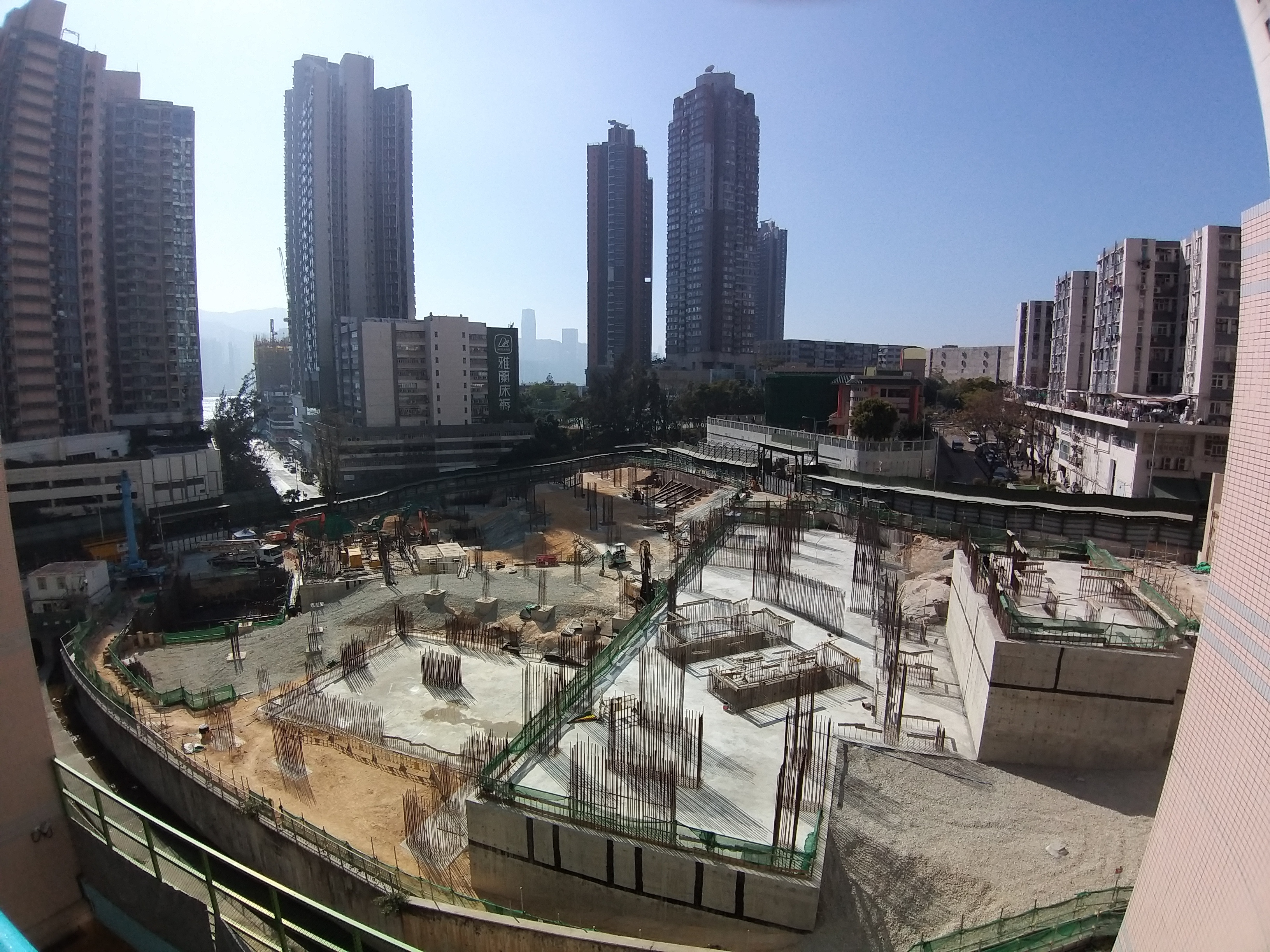
地基大致完工，2021年2月
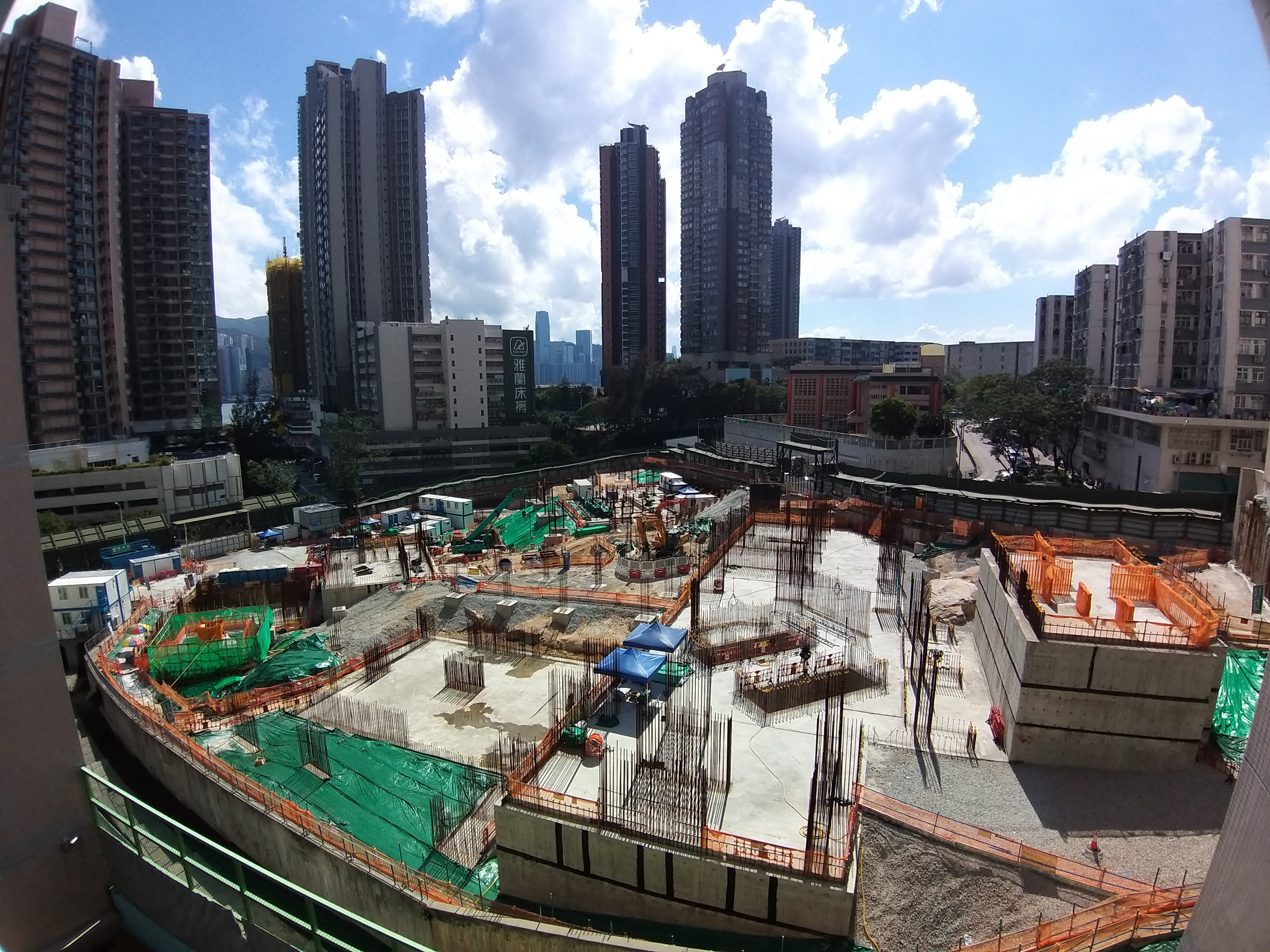
上蓋工程即將展開，2021年5月
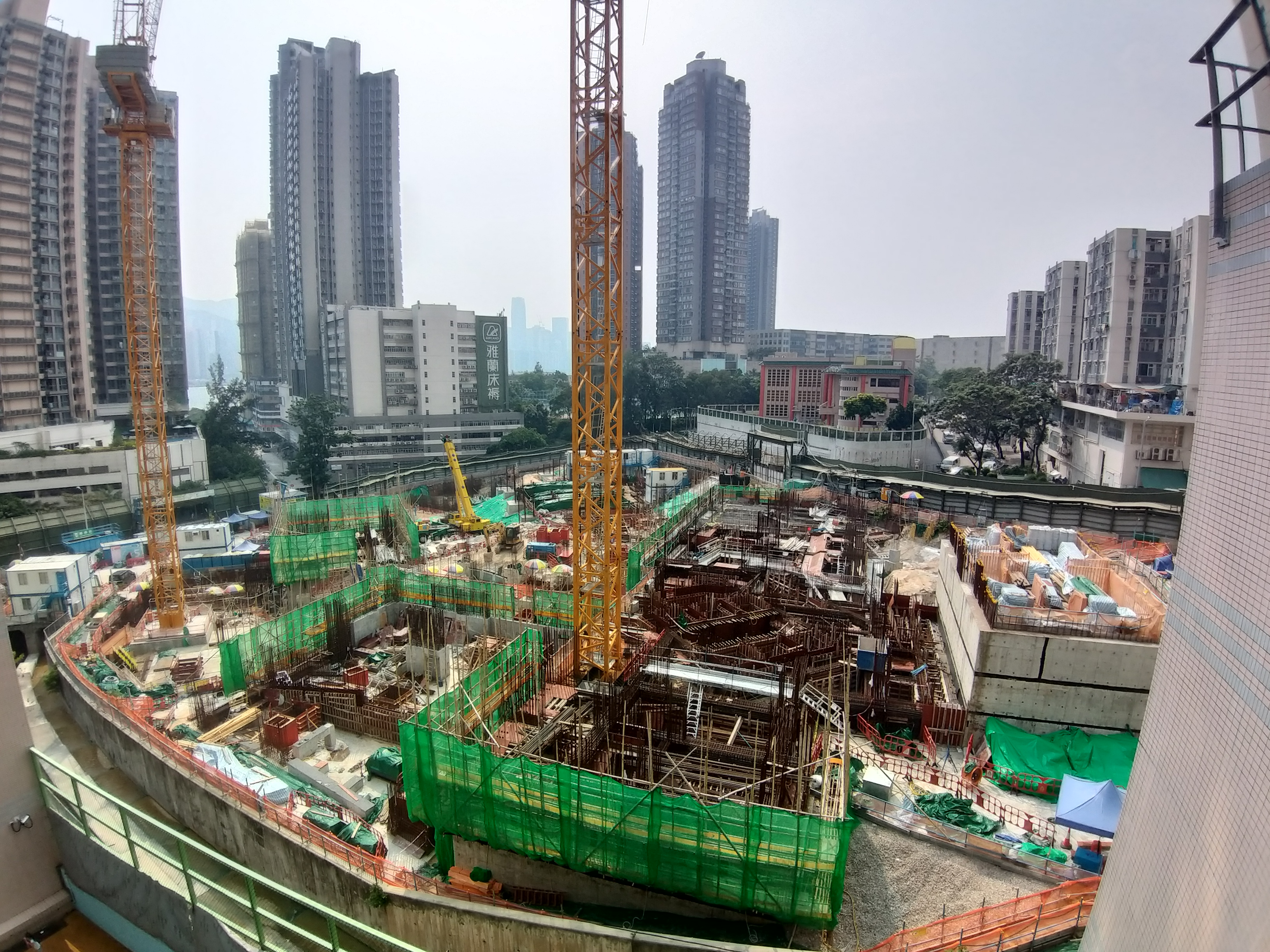
正在興建首層，2021年9月
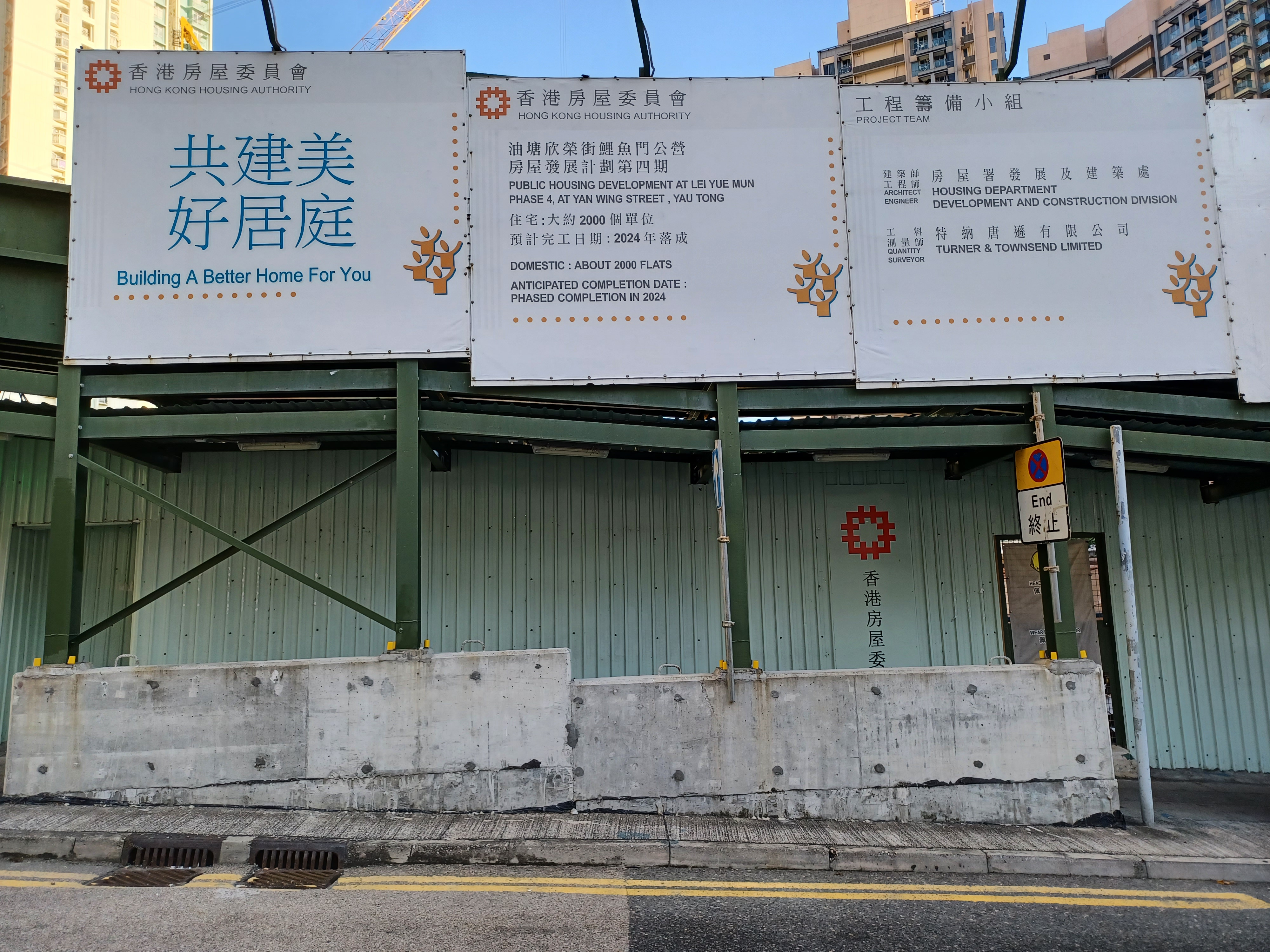
高宏苑的工程告示板，2021年9月
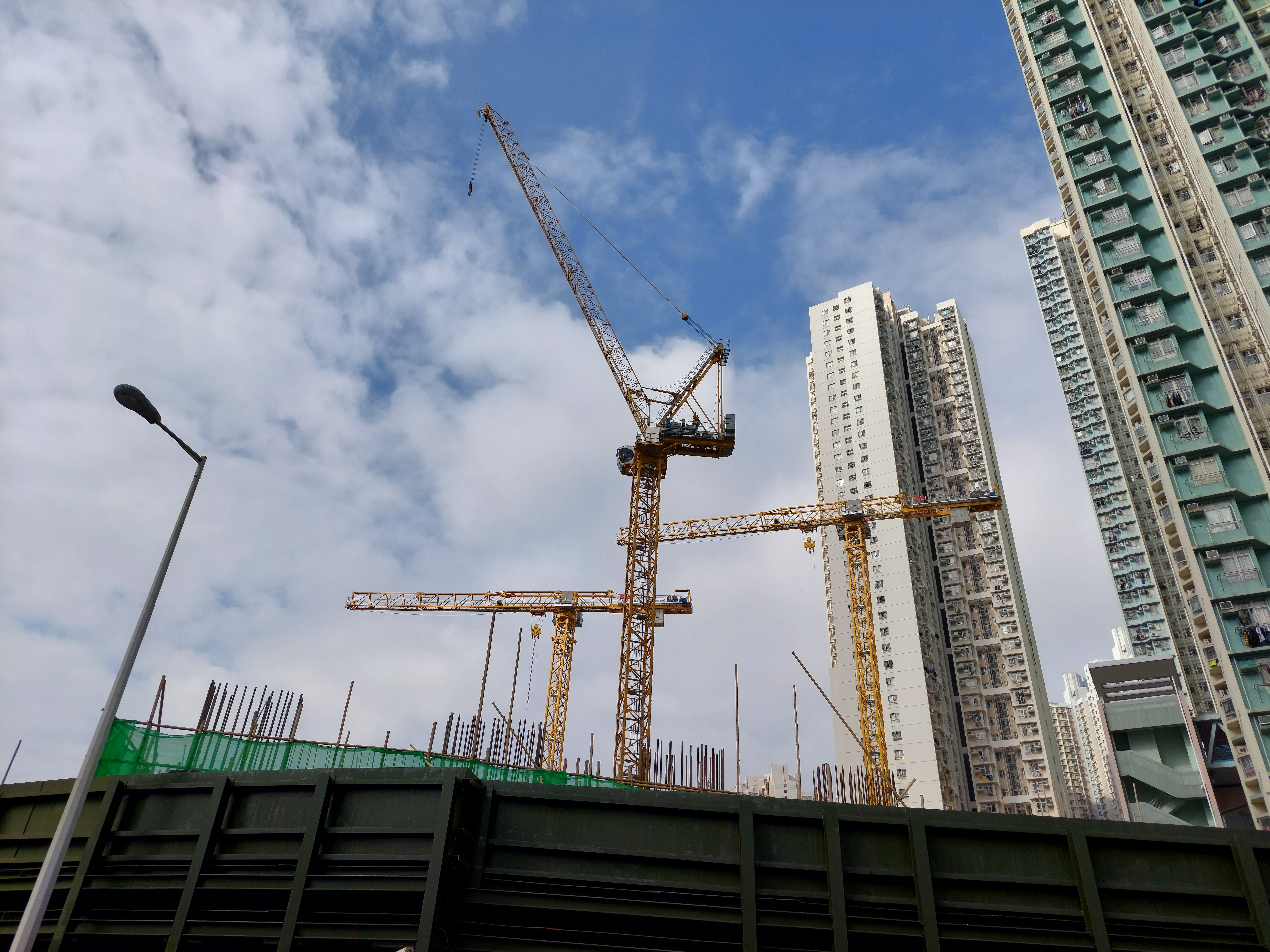
2021年11月
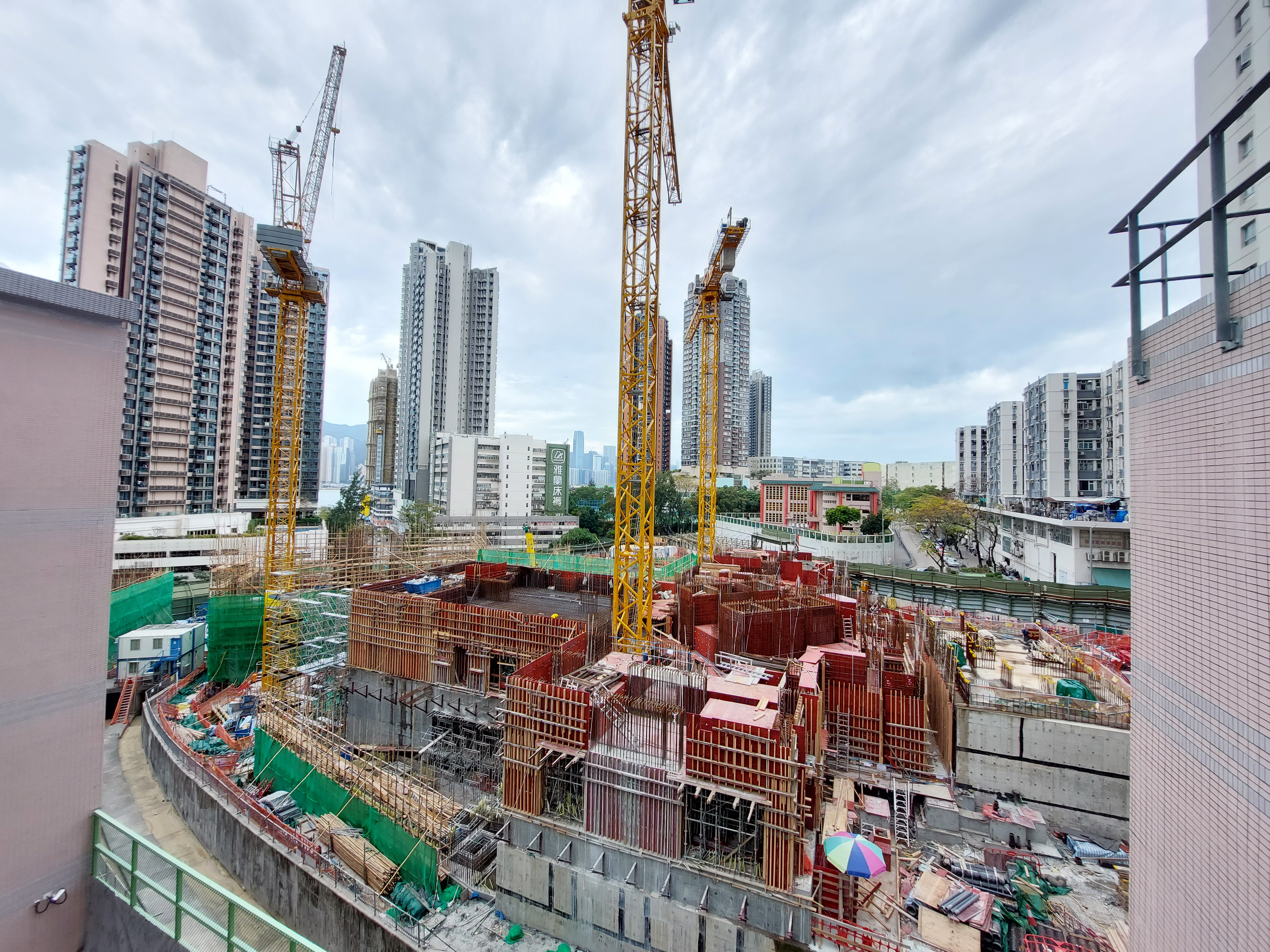
2022年1月
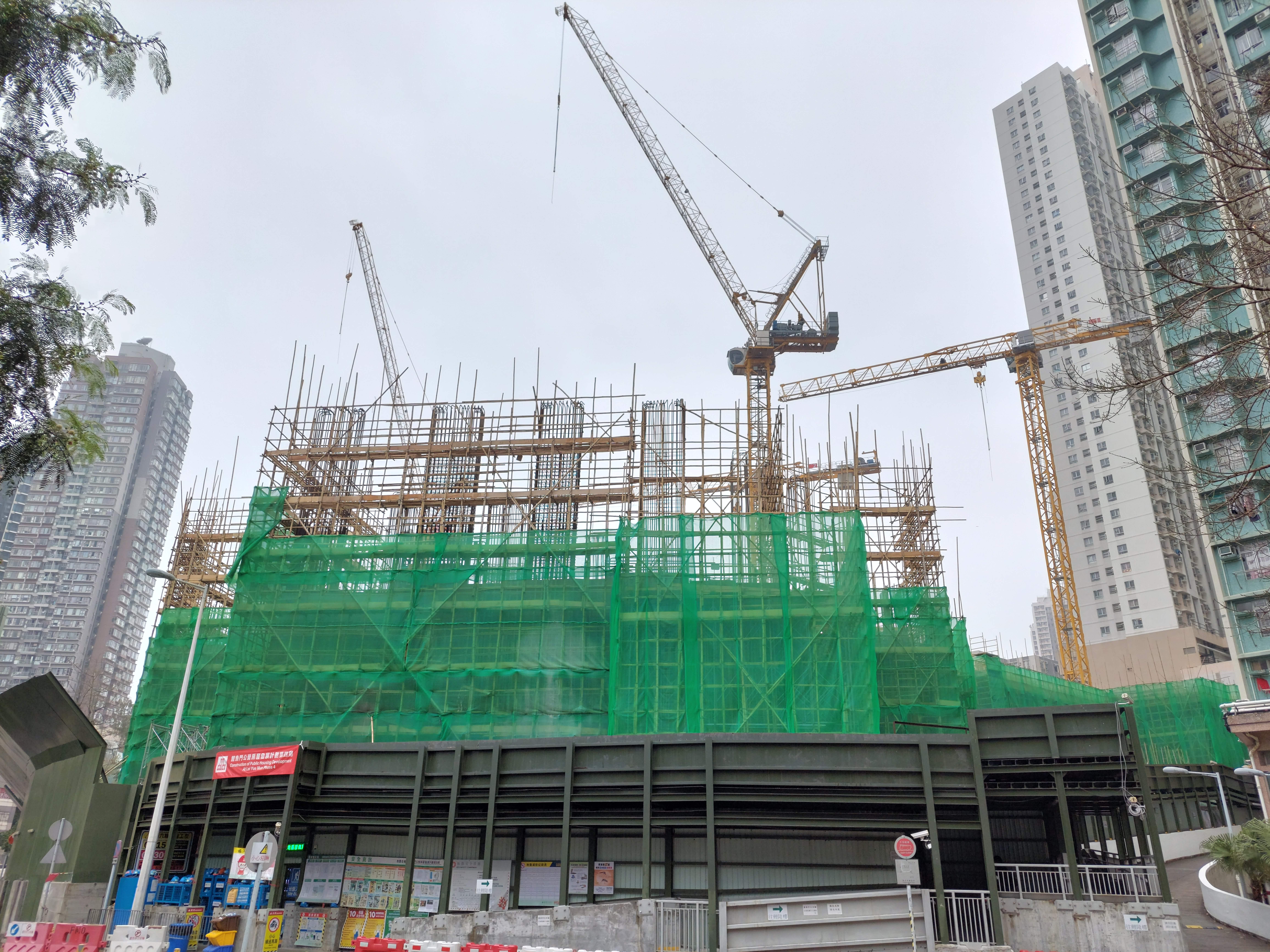
2022年3月
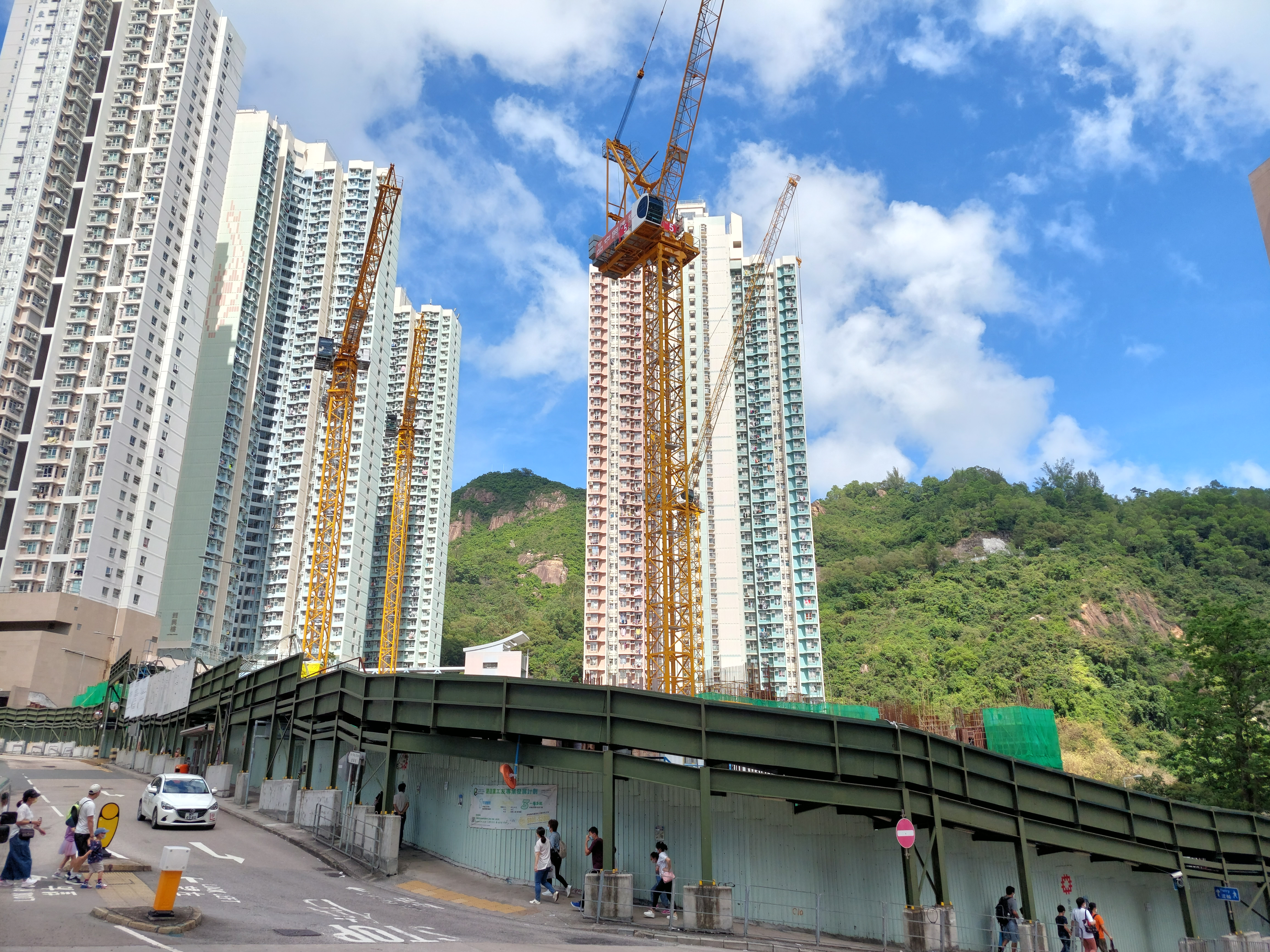
2022年5月
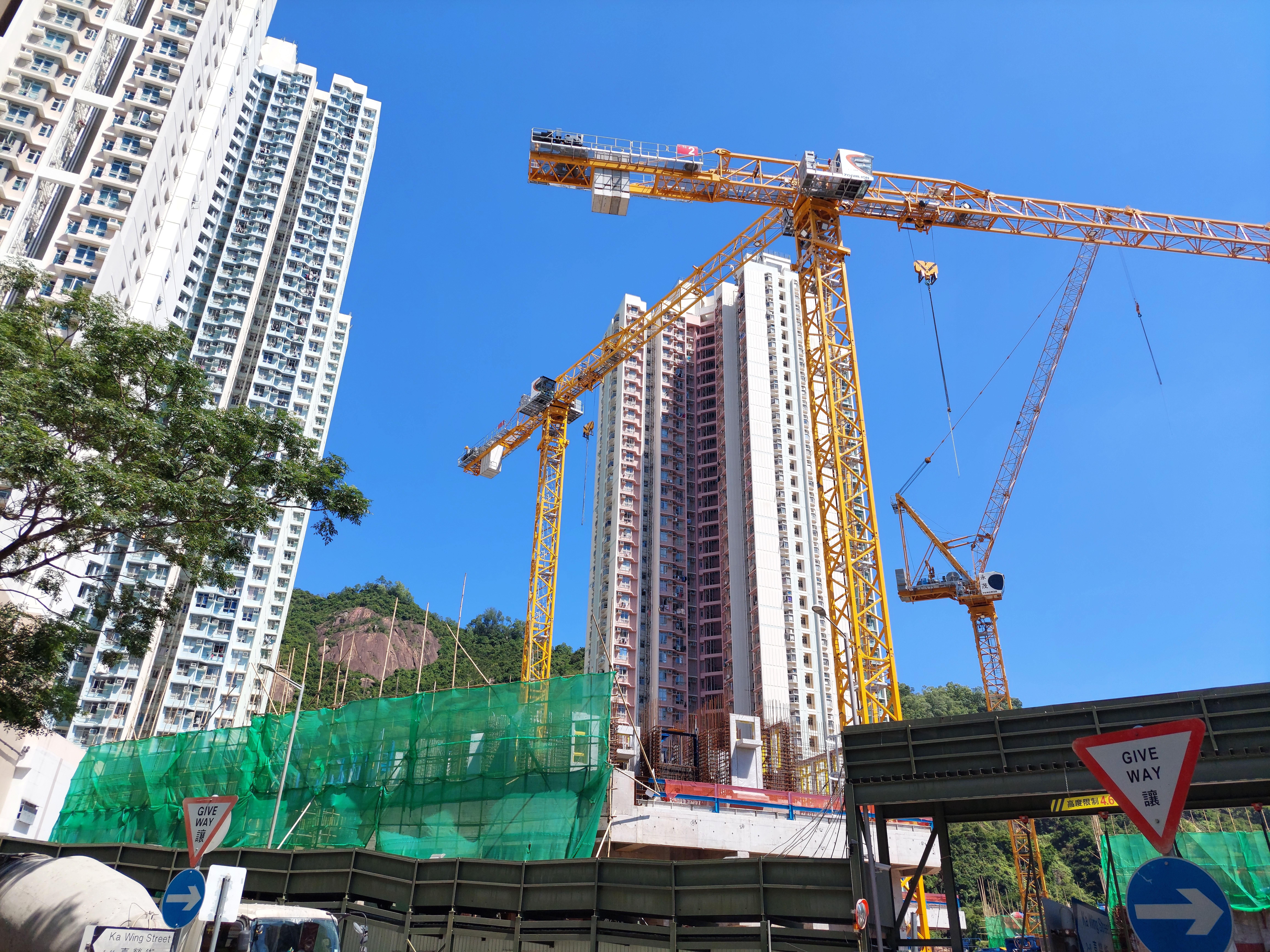
2022年9月
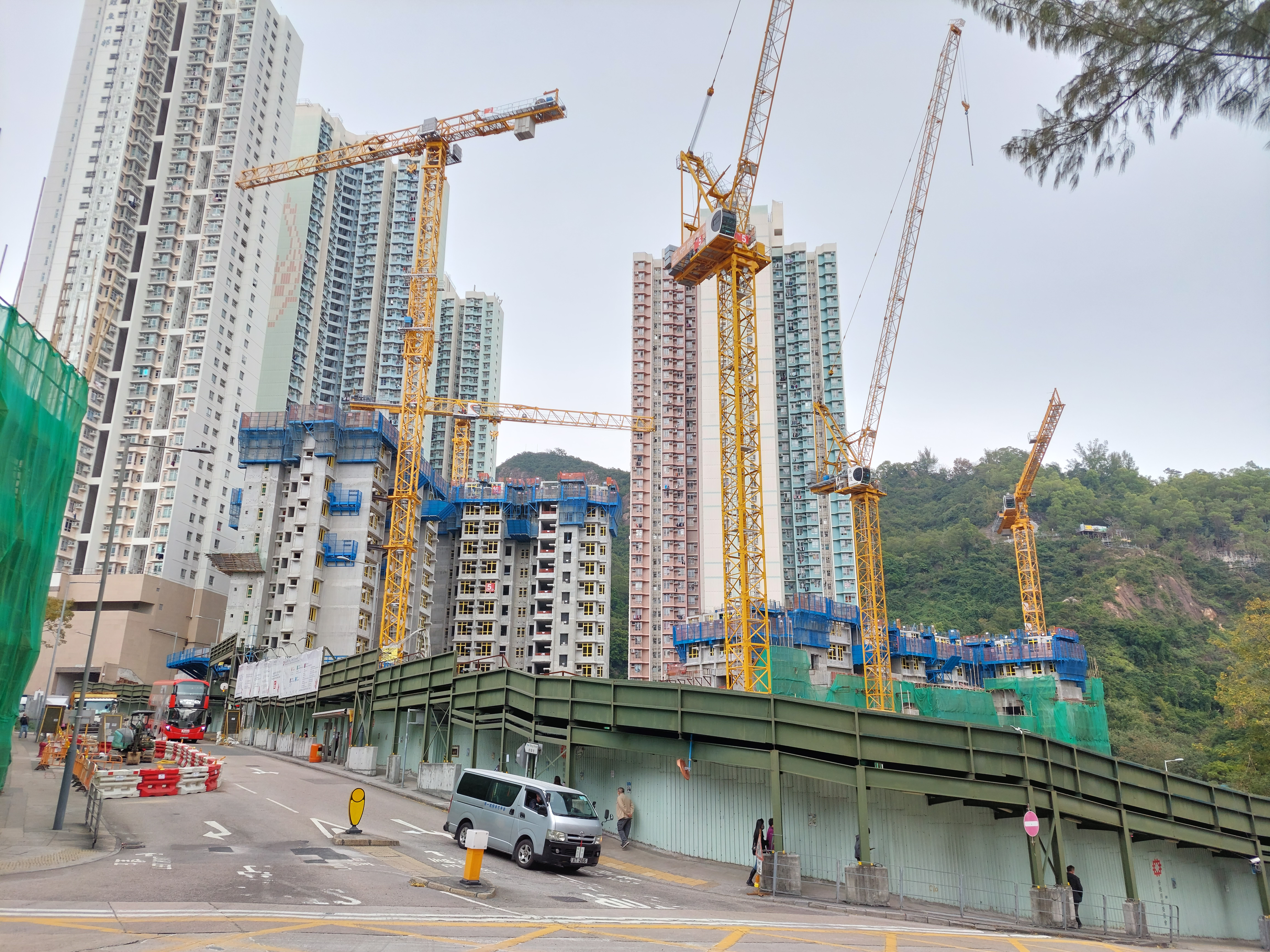
2023年1月
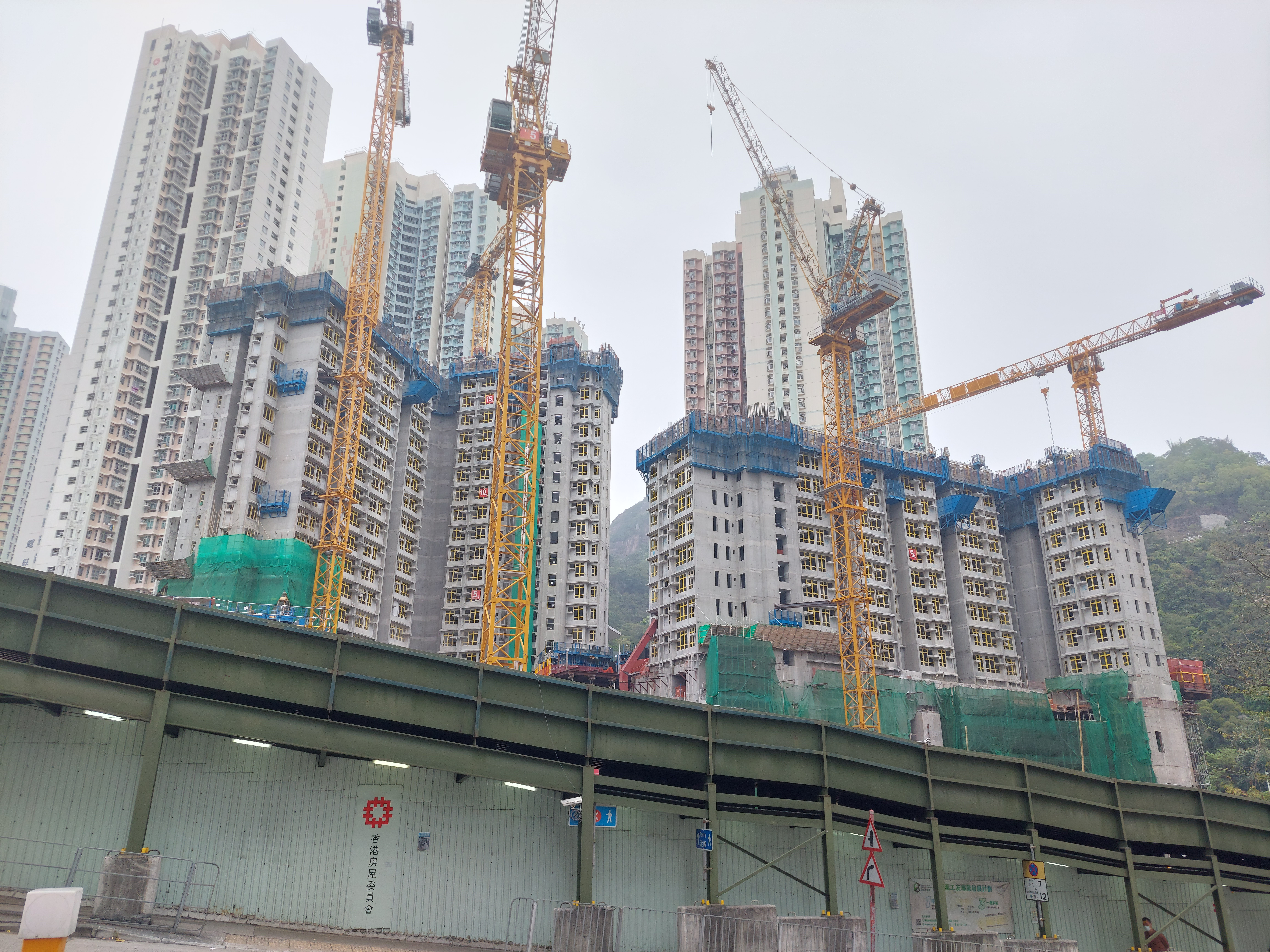
2023年3月
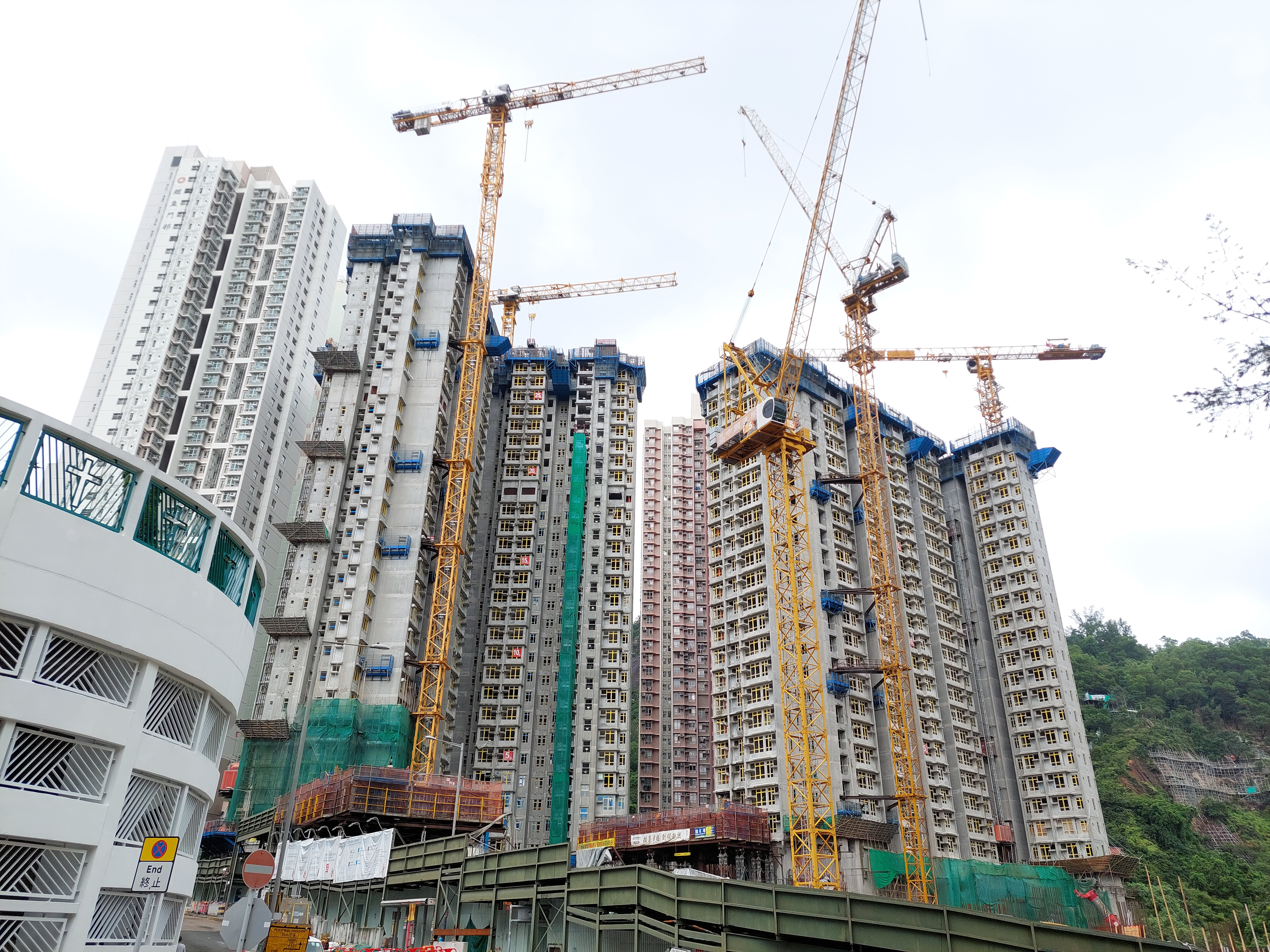
2023年7月
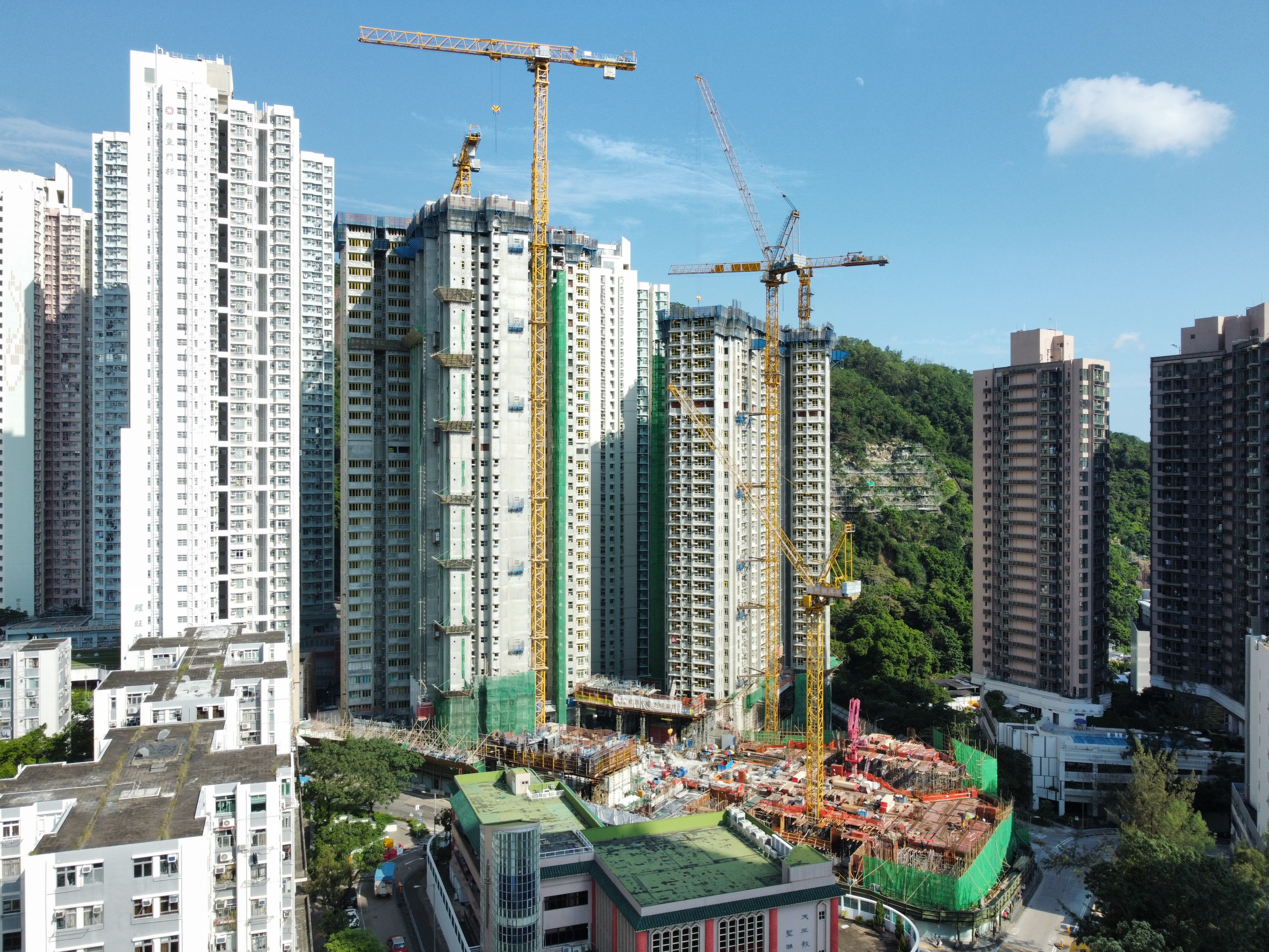
2023年9月
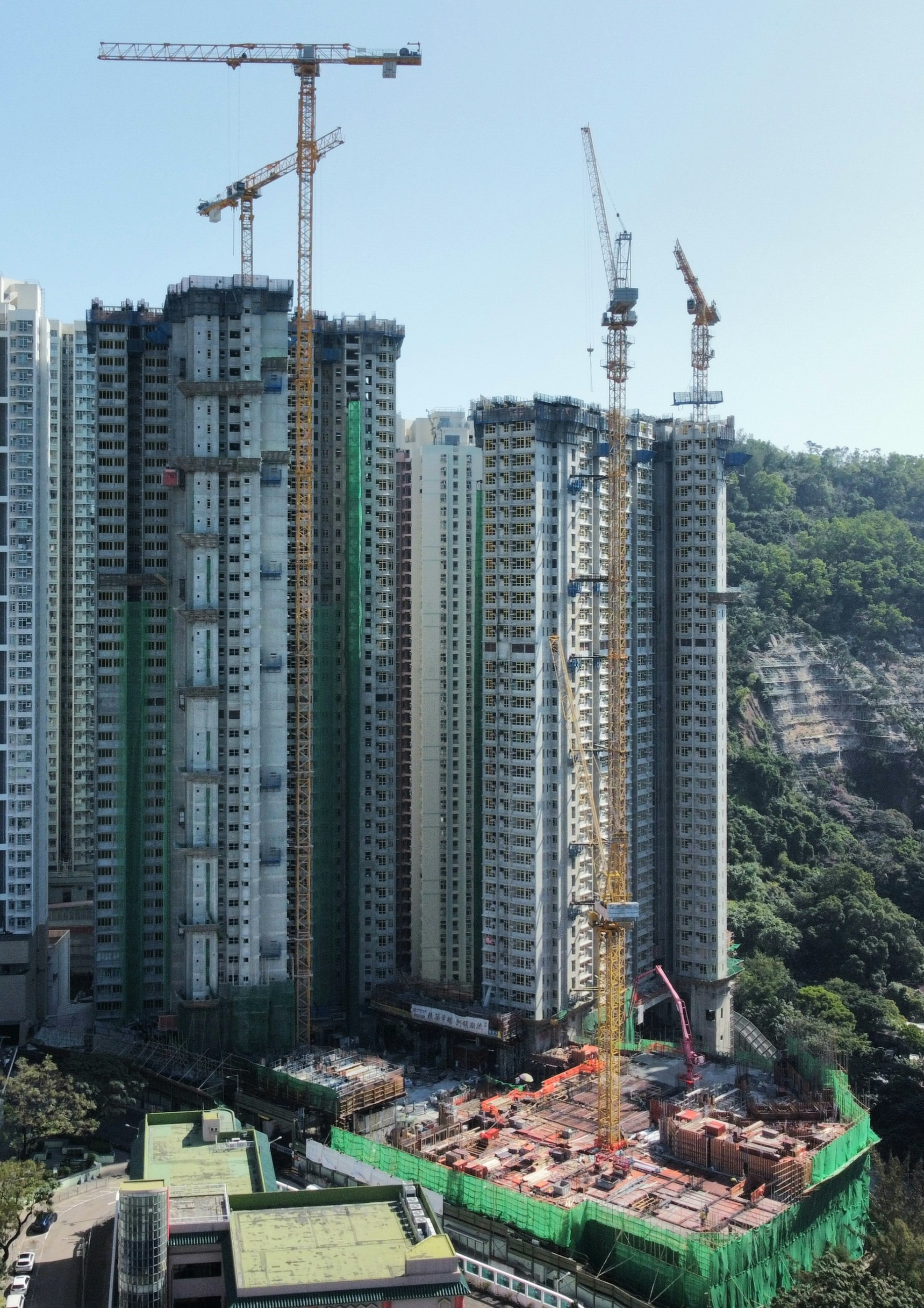
2023年11月
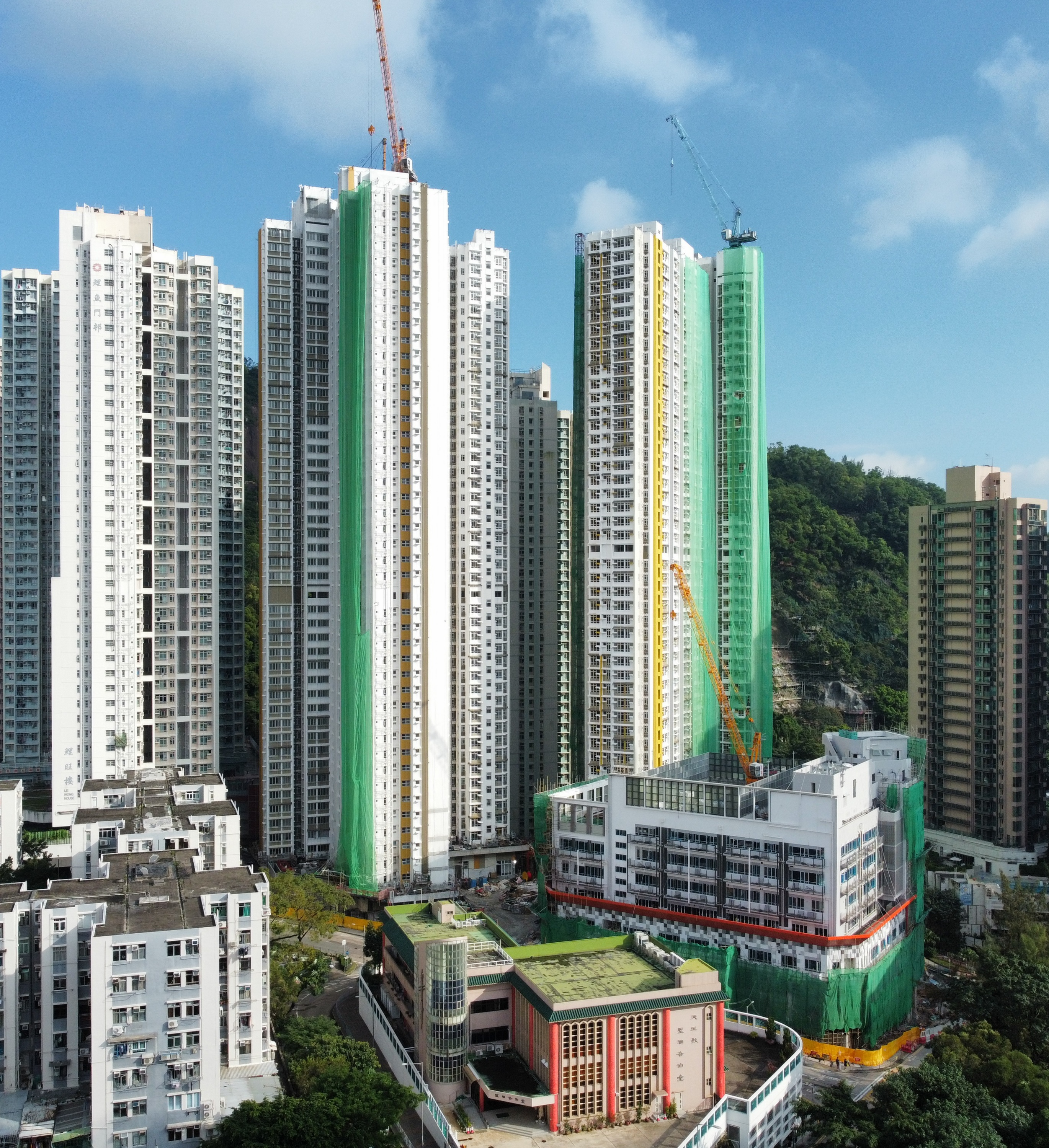
2024年11月

## 鄰近地方
- 鯉魚門邨
- 鯉魚門
- 聖雅各伯堂
- 高翔苑、高俊苑及高怡邨
- 油美苑、油塘邨及鯉魚門廣場
- 大本型
- 油塘中心
- 海傲灣
- 鯉灣天下
- Ocean One